# Parc de Ferry Point
Le parc de Ferry Point est un parc  de New York. Situé dans l'est de l'arrondissement du Bronx, près du pont de Bronx-Whitestone, il est géré par le New York City Department of Parks and Recreation.